# South Wales Echo
South Wales Echo es el periódico más vendido en Gales. Con sede en Cardiff, fue fundado en 1884 y ahora es propiedad del mismo grupo que posee el Western Mail, Wales on Sunday y The Daily Mirror.
Entre muchos otros, el novelista Ken Follett y el escritor Brian J. Ford, el dibujante Gren Jones, la periodista Sue Lawley,  y el lector del noticiario Michael Buerk, habían pasado parte de sus carreras en el Echo.

## Antecedentes
El periódico se fundó en 1884 y tenía su sede en Thomson House, en el centro de la ciudad de Cardiff. Lo publica Media Wales Ltd (anteriormente Western Mail & Echo Ltd), parte del grupo Reach plc.

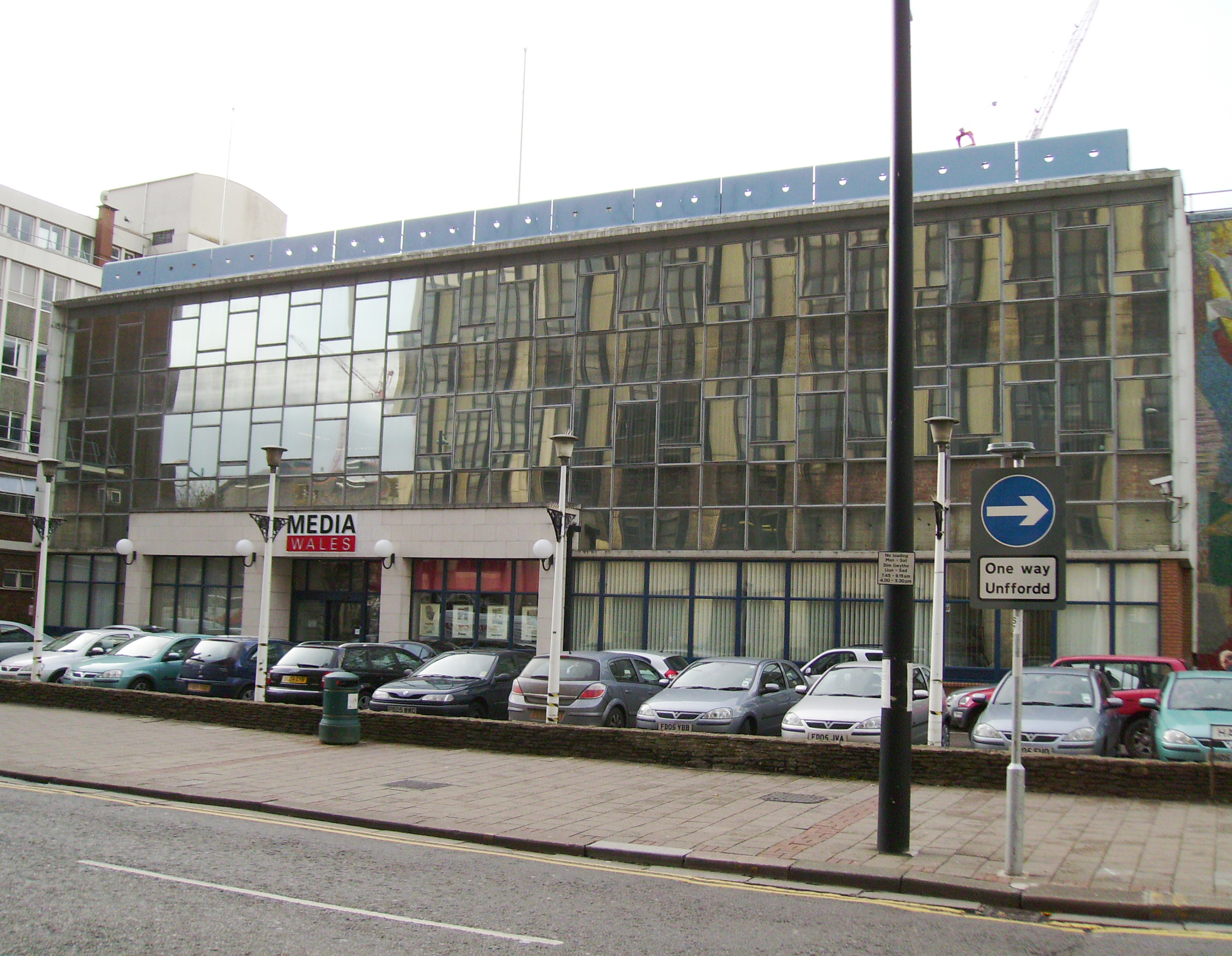
Oficina de Media Wales, Cardiff, Gales